# Mary Richmond

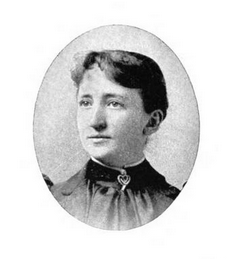
Mary Richmond

Mary Ellen Richmond, född 5 augusti 1861 i Belleville, Illinois, död 12 september 1928 i New York City, var en amerikansk socialarbetare och brukar räknas som en av det sociala arbetets pionjärer.  Hon var verksam i Baltimore, senare Philadelphia och därefter New York.  
Mary Richmond var samtida med en annan av det sociala arbetes "mödrar", Jane Addams, men skiljde sig från Addams därigenom att Richmond betonade individens eget ansvar för sin situation, medan Addams fokuserade på det omgivande samhällets betydelse för fattigdom och social utslagning.  
Richmond förespråkade "friendly visitors" som en väsentlig del i det sociala arbetet. Dessa vänskapliga besökare skulle vara frivilligarbetare. De skulle inte ge materiella gåvor, utan arbetade i de fattigas hem med förändringsarbete.  
Richmond menade att det praktiska sociala arbetet var grundläggande. Det behövdes en särskild socialarbetarutbildning, men hon varnade för alltför nära anknytning till universiteten. Äldre socialarbetare skulle lära vidare till blivande socialarbetare.  
Mary Richmonds arbete har ansetts utgöra en idéhistorisk bakgrund till det moderna psykosociala arbetet.